# Захаркино (Самарская область)
Заха́ркино — село в Сергиевском районе Самарской области. Административный центр сельского поселения Захаркино.

## География
Село находится на берегу реки Захарка, на расстоянии примерно 25 км (по прямой) к юго-востоку от села Сергиевск, административного центра района.

### Часовой пояс
Село Захаркино, как и вся Самарская область, находится в часовой зоне МСК+1. Смещение применяемого времени относительно UTC составляет +4:00.

## История
Село основано в 1757 году мордовскими переселенцами. В советский период работали колхозы им. Горького, им. Тельмана, им. Жданова и им. Куйбышева.

## Население
| 2008 | 2010 |
| ---- | ---- |
| 545  | ↗563 |

### Национальный состав
Согласно результатам переписи 2002 года, в национальной структуре населения русские составляли 76 % из 578 чел.

## Известные уроженцы
- Сальников, Алексей Степанович (1921—1985) — советский военнослужащий, старший сержант, Герой Советского Союза[5].
- Сетин, Фёдор Иванович (1919—2003) — советский и российский литературовед. Доктор филологических наук.